# Elvira av Kastilien (grevinna av Toulouse)
Elvira av Kastilien, född 1080, död 1151, var grevinna av Toulouse, gift 1094 med greve Raimond IV av Toulouse. Hon följde Raimond på hans korståg 1099-1102. 
Hon var illegitim dotter till kung Alfons VI av León och Kastilien och Jimena Muñoz: föräldrarna gifte sig 1078, men vigseln annullerades kort därpå av påven. Föräldrarna fortsatte dock sitt förhållande. 
Äktenskapet arrangerades för att förse Kastilien med stöd mot Aragonien, och maken ville ha de prestige som ett äktenskap med en kunglig prinsessa kunde ge. Elvira följde Raimond på första korståget 1099: hon var närvarande vid belägringen och den följande erövringen av Tripolis 1102, där hon födde deras son. Det tycks som om Elvira separerade från Raimond och lämnade sin son. Hon blev formellt änka vid Raimonds död 1105. 
Hennes son blev regent i Tripoli 1105 och i Toulouse 1108, men hon nämns trots detta inte i något dokument från dessa stater. Hon tros ha återvänt till Kastilien. År 1117 nämns att en greve Fernando Fernandez hade gift sig med eb kunglig kvinna vid namn Elvira, och detta tros vara henne. Detta äktenskap upplöstes före år 1124. Hennes dödsår är obekräftat, men antas allmänt vara år 1151. 